# ASP World Tour 2010
Die ASP World Tour 2010 ist eine professionelle Wettkampf-Serie im Wellenreiten, die von der Association of Surfing Professionals durchgeführt wird. Die Serie beginnt Ende Februar und endet Mitte Dezember.
Während der Saison werden Punkte vergeben. Der Surfer oder die Surferin mit den meisten Punkten am Ende der Serie wird Weltmeister 2010 der ASP im Wellenreiten. Das Gesamtergebnis errechnet sich dabei aus den acht besten Ergebnissen.
2010 sicherte sich Kelly Slater zum zehnten Mal den Weltmeistertitel.

## World Tour der Männer

### Tourplan
| Datum                         | Ort                    | Land                   | Event                      | Sieger        | Zweiter       |
| ----------------------------- | ---------------------- | ---------------------- | -------------------------- | ------------- | ------------- |
| 27. Februar – 10. März        | Gold Coast             | Australien             | Quiksilver Pro             | Kelly Slater  | Taj Burrow    |
| 30. März – 10. April          | Bells Beach            | Australien             | Rip Curl Pro               | Kelly Slater  | Mick Fanning  |
| 23. April – 2. Mai            | Santa Catarina         | Brasilien              | Santa Catarina Pro         | Jadson André  | Kelly Slater  |
| 15. Juli – 25. Juli           | Jeffreys Bay           | Südafrika              | Billabong Pro              | Jordy Smith   | Adam Melling  |
| 21. August – 3. September     | Teahupoo, Tahiti       | Französisch-Polynesien | Billabong Pro Teahupoo     | Andy Irons    | C. J. Hobgood |
| 12. September – 21. September | Trestles, San Clemente | Vereinigte Staaten     | Hurley Pro                 | Kelly Slater  | Bede Durbidge |
| 25. September – 5. Oktober    | Hossegor               | Frankreich             | Quiksilver Pro France      | Mick Fanning  | Kelly Slater  |
| 7. Oktober – 18. Oktober      | Peniche                | Portugal               | Rip Curl Pro               | Kelly Slater  | Jordy Smith   |
| 30. Oktober – 10. November    | Isebeka                | Puerto Rico            | Rip Curl Search            | Kelly Slater  | Bede Durbidge |
| 8. Dezember – 20. Dezember    | Pipeline, Oʻahu        | Hawaii                 | Billabong Pipeline Masters | Jérémy Florès | Kieren Perrow |

Quelle: worldsurfleague.com

### Abschließender Stand
| Rang | Name          | Land               | Punkte |
| ---- | ------------- | ------------------ | ------ |
| 1    | Kelly Slater  | Vereinigte Staaten | 69 000 |
| 2    | Jordy Smith   | Südafrika          | 52 250 |
| 3    | Mick Fanning  | Australien         | 44 750 |
| 4    | Taj Burrow    | Australien         | 42 000 |
| 4    | Dane Reynolds | Vereinigte Staaten | 42 000 |

Quelle: worldsurfleague.com

## World Tour der Frauen

### Tourplan
| Datum                      | Ort                  | Land        | Event                                         | Sieger            | Zweite            |
| -------------------------- | -------------------- | ----------- | --------------------------------------------- | ----------------- | ----------------- |
| 27. Februar – 10. März     | Gold Coast           | Australien  | Roxy Pro                                      | Stephanie Gilmore | Melanie Bartels   |
| 30. März – 5. April        | Bells Beach          | Australien  | Rip Curl Women's Pro Presented By Ford Fiesta | Stephanie Gilmore | Sofía Mulánovich  |
| 11. April – 16. April      | Taranaki             | Neuseeland  | TSB Bank Women's Surf Festival                | Carissa Moore     | Sally Fitzgibbons |
| 21. April – 26. April      | Dee Why              | Australien  | Commonwealth Bank Beachley Classic            | Stephanie Gilmore | Sally Fitzgibbons |
| 5. Juni – 10. Juni         | San Bartolo          | Peru        | Movistar Peru Classic Presented By IPD        | Silvana Lima      | Sally Fitzgibbons |
| 7. Oktober – 11. Oktober   | Peniche              | Portugal    | Rip Curl Pro                                  | Carissa Moore     | Stephanie Gilmore |
| 30. Oktober – 4. November  | Isabela              | Puerto Rico | Rip Curl Search                               | Stephanie Gilmore | Carissa Moore     |
| 24. November – 6. Dezember | Sunset Beach, Hawaii | Hawaii      | O’Neill Women's World Cup                     | Tyler Wright      | Coco Ho           |

Quelle

### Abschließender Stand
| Rang | Name              | Land       | Punkte |
| ---- | ----------------- | ---------- | ------ |
| 1    | Stephanie Gilmore | Australien | 7 284  |
| 2    | Sally Fitzgibbons | Australien | 5 634  |
| 3    | Carissa Moore     | Hawaii     | 5 082  |
| 4    | Silvana Lima      | Brasilien  | 4 716  |
| 4    | Sofía Mulánovich  | Peru       | 4 704  |

Quelle: worldsurfleague.com